# Alioth (Stern)
Alioth (von arabisch ألية, DMG alya ‚Fettschwanz [des Schafs], Gesäß‘) ist der Eigenname des Sterns Epsilon Ursae Maioris (ε UMa) im Sternbild Großer Bär. Er ist der dem Wagenkasten nächste der drei Deichselsterne des Großen Wagens. Alioth besitzt eine scheinbare Helligkeit von 1,8 mag und ist etwa 83 Lichtjahre entfernt. Er ist geringfügig heller als Dubhe und Alkaid und damit der hellste Stern im Sternbild sowie auch insgesamt einer der 50 hellsten Sterne am Nachthimmel.
Es handelt sich bei Alioth um einen weißen Unterriesen von knapp 3-facher Masse, 4-fachem Durchmesser und über 130-facher Leuchtkraft der Sonne. Seine effektive Oberflächentemperatur liegt bei etwa 9550 K.
Alioth gehört zu einer Gruppe von veränderlichen Sternen vom Typ Alpha2 Canum Venaticorum, deren charakteristisches Merkmal Magnetfeldschwankungen sind. Alioth zeigt daneben geringe Helligkeitsschwankungen mit einer Amplitude von 0,03 mag und einer Periode von 5,09 Tagen. Es könnte sich um ein enges Doppelsternsystem handeln.
Mit vier anderen der sieben hellen Wagensterne gehört Alioth zur sogenannten Bärengruppe, einem Bewegungshaufen von über einhundert über den halben Himmel verteilten Sternen. Unsere Sonne liegt im Bereich dieser Gruppe, bewegt sich aber in eine andere Richtung.
Der Stern bewegt sich für Beobachter auf der Erde mit einer schnellen Eigenbewegung von etwa 112 Millibogensekunden/Jahr über den Himmel. Bei seiner Entfernung entspricht dies einer Geschwindigkeit von etwa 13 km/s, während er sich zusätzlich mit einer Geschwindigkeit von 12 km/s auf uns zu bewegt. Im Raum bewegt sich der Stern demnach mit einer Geschwindigkeit von etwa 19 km/s relativ zu unserer Sonne.
Nach dem „IAU Catalog of Star Names“ der Working Group on Star Names (WGSN) der IAU zur Standardisierung von Sternnamen wurde im Jahr 2016 dem Stern ε Ursae Maioris offiziell der Name „Alioth“ zugewiesen.

## Wissenschaftliche Untersuchung
Das Spektrum des Sterns zeigt Besonderheiten, nach denen er als abnormer Ap-Stern klassifiziert wurde. Es zeigt relativ zu den Standardsternen stärkere Linien von Silizium, Strontium und Metallen, dagegen schwächere Linien von Calcium und Magnesium.
Wie bei solchen Sternen typisch wurde für die projizierte äquatoriale Rotationsgeschwindigkeit v∙sin i ein relativ geringer Wert von etwa 30 km/s gemessen.